# Dimidamus enaro
Dimidamus enaro är en spindelart som beskrevs av Harvey 1995. Dimidamus enaro ingår i släktet Dimidamus och familjen Nicodamidae. Inga underarter finns listade i Catalogue of Life.